# بابونه مزرعه‌روی
بابونه مزرعه‌روی (نام علمی: Anthemis schizostephana) نام یک گونه از سرده بابونه است.